# Oracoli sibillini

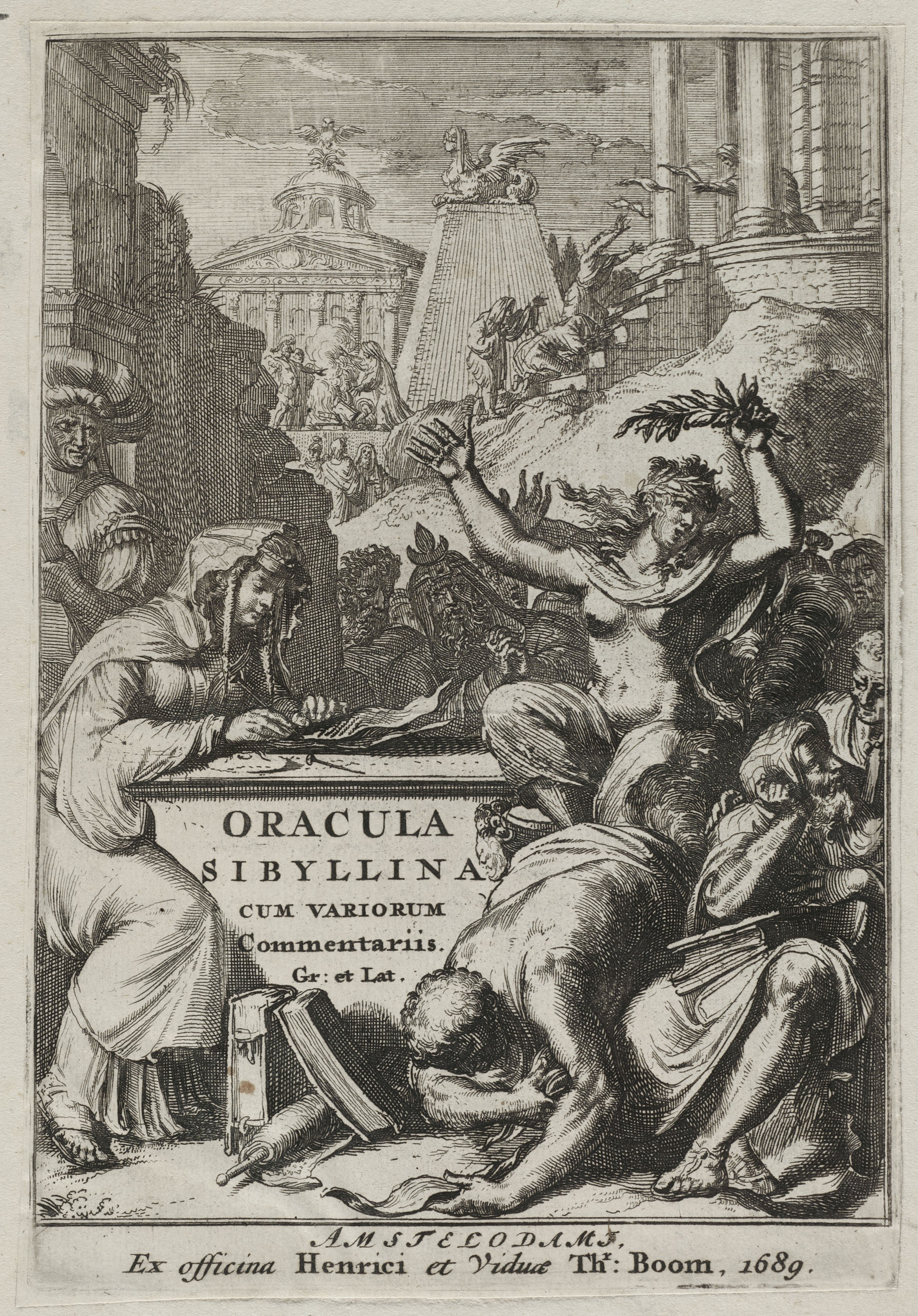
Oracula Sibyllina cum variorum Commentariis Gr. et Lat., Amsterdam, 1689

Gli Oracoli sibillini (latino: Oracula Sibyllina), talvolta detti Pseudo-sibillini, sono 12 libri in greco di contenuto assai eterogeneo, scritti in esametri e contenenti varie profezie circa eventi storici futuri; prendono il nome dai Libri sibillini.
Generalmente catalogati tra gli apocrifi dell'Antico Testamento, sono suddivisibili in due parti in base al loro contenuto: giudaico-ellenistico quello più antico, giudaico-cristiano quello più recente. Il loro nucleo originario (libri 3-5) fu composto tra il II e il I secolo a.C., ed è da mettere probabilmente in relazione con le comunità della diaspora giudaica in Egitto; il testo originario fu poi rielaborato e ampliato in ambiente cristiano, tra il I e il VI secolo, con evidente scopo apologetico.
Ebbero grande fortuna presso i Padri della Chiesa, tra cui pseudo-Giustino, Teofilo di Antiochia, Clemente Alessandrino, Lattanzio, Eusebio di Cesarea, Agostino d'Ippona e Ambrogio da Milano, che li ritennero oracoli autentici.

## Contenuto

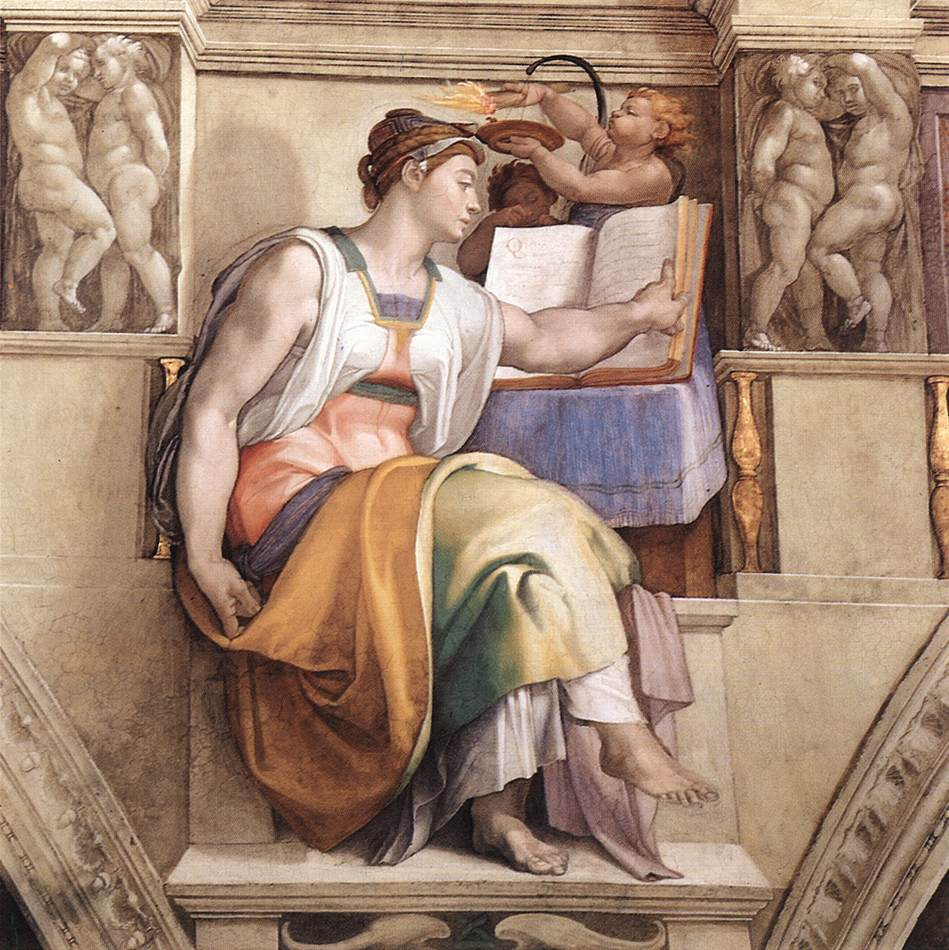
Sibilla Eritrea, dall'affresco della volta della Cappella Sistina a Roma, opera di Michelangelo.

Il contenuto degli Oracoli è stato definito «una straordinaria miscellanea il cui contenuto rispecchia una varietà di dottrine, assimilando le caratteristiche della letteratura profetica orientale e della cultura ellenistica».
Il nucleo più antico è infatti il risultato della rielaborazione delle collezioni di oracoli attribuiti alle Sibille, che tanta fortuna avevano presso il mondo ellenistico-romano; gli oracoli furono prodotti a scopo propagandistico, in modo che ne fosse esaltato il senso apocalittico e che potessero convogliare un messaggio monoteistico e messianico. Questo nucleo, infatti, è riconducibile al mondo culturale ebraico di Alessandria d'Egitto, dove gli Ebrei della diaspora vissero a contatto con la cultura ellenistica, a partire dal III secolo a.C. o dalla prima metà del II secolo a.C.
Successivamente il materiale fu rielaborato in ambiente cristiano, adattando le profezie giudaiche (profezie apocrife) in modo che prefigurassero l'avvento del Cristianesimo (come avvenuto nel caso della reinterpretazioni delle profezie dell'Antico Testamento all'interno dei vangeli canonici). La Sibilla, in particolare la Sibilla Eritrea, diventa dunque un'occasionale medium per la trasmissione delle profezie ispirate da Dio.
I primi otto libri furono raccolti insieme da un autore anonimo, che compose anche il Prologo, il cui intervento si fa risalire al VI secolo.
I libri più antichi sono quelli attualmente numerati come III, IV e XI; successivamente furono composti i libri I e II, collocati prima dei precedenti in quanto fanno riferimento alle fasi della creazione del mondo. Un gruppo a parte è costituito dai libri XI-XIV, nei quali si nota una fusione di temi escatologici-apocalittici con un carattere prevalentemente storico. A partire dall'antichità fino all'epoca romana, gli oracoli riportano eventi, storici o inventati, riconducibili a eventi luttuosi che colpiscono coloro che si oppongono al popolo scelto da Dio; in particolare sono evidenziate le difficoltà incontrate dai Romani, di cui viene sottolineata l'ostilità nei confronti degli Ebrei e la contrapposizione tra il loro dominio e il Regno del Figlio di Dio.

## Composizione
La data e il luogo di composizione dei libri che compongono gli Oracoli sono i seguenti.
| Libro    | Ambiente di composizione               | Data                                                                                       |
| -------- | -------------------------------------- | ------------------------------------------------------------------------------------------ |
| I e II   | giudaico e cristiano                   | tra il 50 a.C. e il 70 d.C.                                                                |
| III      | giudaico                               | 163-140 a.C. (nucleo originario) dopo il 31 a.C. (seconda fase) I secolo d.C. (terza fase) |
| IV       | giudaico                               | dopo l'80 d.C.                                                                             |
| V        | giudaico, con interpolazioni cristiane | I/II secolo d.C. (nucleo originario) epoca adrianea o aureliana (interpolazioni)           |
| VI e VII | cristiano                              | II-III secolo d.C.                                                                         |
| VIII     | giudaico/cristiano                     | tra l'epoca aureliana e il III secolo                                                      |
| XI       | giudaico                               | dopo il 19 a.C.                                                                            |
| XII      | giudaico                               | epoca di Massimino il Trace (235-238)                                                      |
| XIII     | giudaico                               | epoca di Gallieno (253-268)                                                                |
| XIV      | giudaico                               | rielaborato prima della conquista araba di Alessandria (646)                               |

## Storia del testo
I primi otto libri degli Oracoli sibillini furono ritrovati in un manoscritto della biblioteca di Augsburg (oggi a Monaco di Baviera) da Betuleius, il quale li pubblicò nel 1545; l'anno successivo Sebastiano Castellione stampò a Basilea, presso l'editore riformato Oporino, una traduzione metrica latina degli oracoli. Lo stesso Castellione curò poi nel 1555 una riedizione del testo greco, per la quale mise a frutto un nuovo codice (oggi a Vienna) che era stato segnalato da Marco Antonio Antimaco. Una nuova edizione fu poi pubblicata a Parigi dal filologo calvinista Johannes Opsopoeus nel 1599 (ma è probabile che già nel 1589 vi sia stato un primo tentativo di pubblicazione, abortito per via della guerra di religione divampata): Opsopoeus per primo mise in dubbio il fatto che si trattasse effettivamente di testi divinamente ispirati e che le Sibille avessero predetto l'avvento di Cristo con alcuni secoli di anticipo.
L'edizione di Opsopoeus, pur contestata in ambienti cattolici, divenne canonica e fu, ad esempio, ristampata nel 1689 da Gallaeus, insieme ad un fittissimo apparato di annotazioni storiche e antiquarie. Non molto aggiunse l'edizione curata da Andrea Gallandi nella Bibliotheca Veterum Patrum (1765, 1788). La vera novità si ebbe quando nel 1817 l'allora prefetto della Biblioteca Ambrosiana, Angelo Mai, identificò un nucleo di quattro nuovi libri (numerati da XI a XIV), che riconobbe anche in due manoscritti della Biblioteca Vaticana allorché vi si trasferì. Così nel corso del XIX secolo si successero altre edizioni (Charles Alexandre, Alois Rzach) fino a quella, oggi fondamentale, di Johannes Geffcken (1902).
Nelle moderne edizioni degli Oracoli i libri sono 12, numerati da I a VIII e da XI a XIV. Il IX libro generalmente non è pubblicato poiché coincide con il VI e con alcune parti del VII e dell'VIII, mentre il X coincide con il IV. Un presunto XV libro è formato da pochi versi ad inizio del libro VIII.

## Edizioni
- (LA, GRC) Charles Alexandre (a cura di), ΧΡΗΣΜΟΙ ΣΙΒΥΛΛΙΑΚΟΙ. Oracula sibyllina, 2ª ed., Parigi, Firmin Didot, 1869.
- (LA, GRC) Alois Rzach (a cura di), ΧΡΗΣΜΟΙ ΣΙΒΥΛΛΙΑΚΟΙ. Oracula sibyllina, Vienna, F. Tempsky, 1891.
- (DE, GRC) Johannes Geffcken (a cura di), Die Oracula Sibyllina, Lipsia, J.C. Hinrichs'sche Buchhandlung, 1902.
- Mariangela Monaca, Oracoli sibillini, Città Nuova, 2008, ISBN 978-88-311-8199-0.